# Bombo legüero

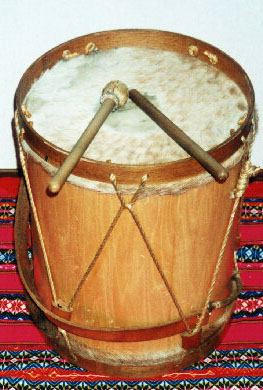
Típico bombo leguero feito de madeira e pele de cordeiro.

Bombo legüero é um instrumento de percussão do tipo membranofone, originário da Argentina. Seu nome, legüero, vem do fato de que este instrumento pode ser ouvido até duas léguas de distância (ou aproximadamente 5 quilômetros).
É produzido a partir de um tronco de árvore oco (geralmente corticeira), revestido com pele curtida de animais, como cabras, vacas ou ovelhas. Derivado do velho tambor militar europeu, possui um arranjo de anéis de couro nas extremidades para a fixação da pele esticada.
Faz parte da música folclórica da Argentina (zamba, chacarera, etc.) e foi popularizado por músicos como Los Fronterizos, Carlos Rivero, Soledad Pastorutti e Mercedes Sosa.
Com a proximidade cultural de Argentina, Uruguai e Rio Grande do Sul, o bombo legüero foi adotado pela música nativa gaúcha e até os dias de hoje segue sendo um instrumento tradicional do estado.
Entre os músicos brasileiros que mais se destacam no uso do instrumento estão: Ernesto Fagundes, Kiko Freitas e Marianita Ortaça.

## Ligações do exterior do bombo
- Descrição e história